# Flores (wyspa na Azorach)
Flores (dosłownie „kwiaty”, od uwarunkowanej klimatem oceanicznym, niezwykle intensywnej szaty roślinnej) – portugalska wyspa wulkaniczna w zachodniej części zaliczanego do Makaronezji archipelagu Azorów, na Oceanie Atlantyckim. Administracyjnie podzielona jest na dwie gminy: Santa Cruz das Flores na północy i Lajes das Flores na południu. Jej powierzchnia wynosi 143 km², a wyspa liczy niecałe 4 tysiące mieszkańców. Najwyższy punkt stanowi wierzchołek Morro Alto (914 m n.p.m.). Flores, wraz z pobliską Corvo znajduje się na północnoamerykańskiej płycie tektonicznej. Pomimo tego wysepkę Monchique (port. Ilhéu do Monchique), położoną w okolicach miejscowości Fajã Grande, uważa się za najbardziej wysunięty na zachód punkt Europy (najbardziej na zachód wysuniętym punktem Europy kontynentalnej jest natomiast przylądek Cabo da Roca w Portugalii). Jej odległość od wybrzeży Nowego Świata szacuje się na 3380 km. Stolicą Flores jest miasteczko Santa Cruz (około 2500 mieszkańców). W 2009 roku wyspa została wpisana na listę rezerwatów biosfery UNESCO.